# Pavona maldivensis
Pavona maldivensis là một loài san hô trong họ Agariciidae. Loài này được Gardiner mô tả khoa học năm 1905.

## Hình ảnh

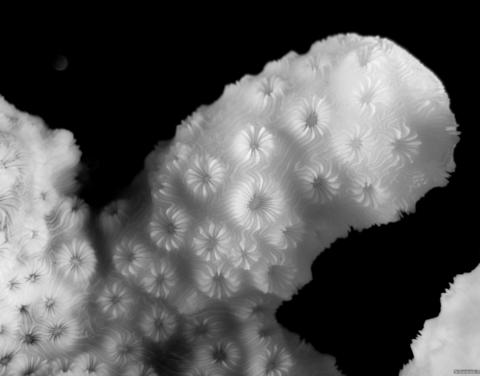
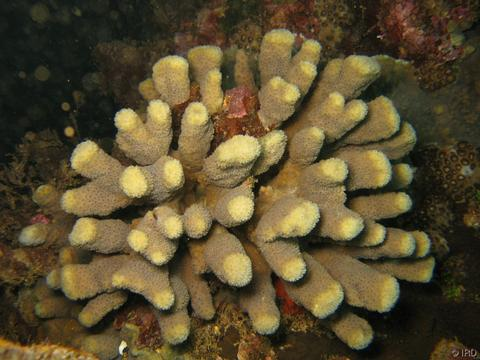
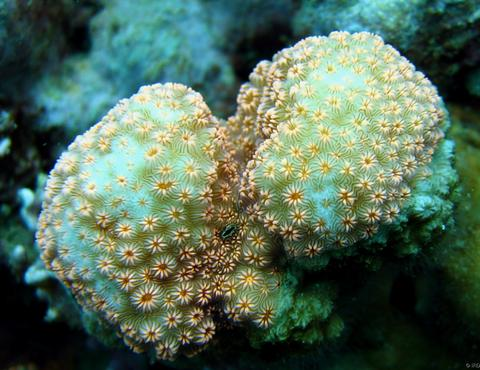